# Championnats du monde de tir 1903
Navigation
Édition précédente Édition suivante
Les championnats du monde de tir 1903, septième édition des championnats du monde de tir, ont eu lieu à Buenos Aires en 1903.